# Stazione di Gargazzone
Stazione di Gargazzone vasútállomás Olaszországban, Trentino-Alto Adige régióban, Gargazzone településen.

## Vasútvonalak
Az állomást az alábbi vasútvonalak érintik:
- Bolzano–Merano-vasútvonal

## Kapcsolódó állomások
A vasútállomáshoz az alábbi állomások vannak a legközelebb: 
- Stazione di Lana-Postal
- Stazione di Vilpiano-Nalles